# MRTブルーライン (バンコク)

MRTブルーライン（（英）Metropolitan Rapid Transit Blue Line）は、バンコク・メトロに属する地下鉄路線である。正式名はチャルーム・ラチャモンコン線（タイ語: สายเฉลิมรัชมงคล）。

## 概要

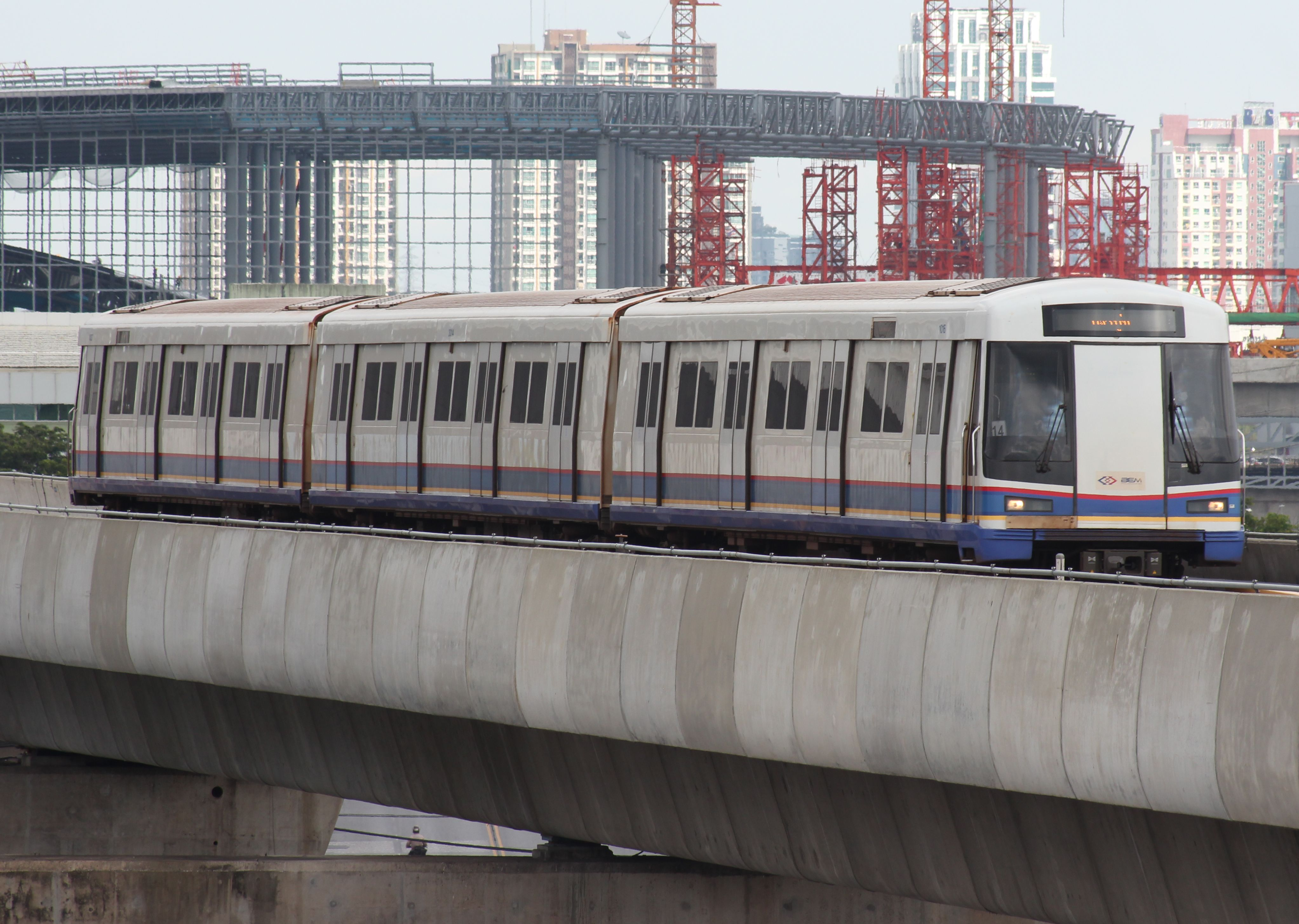
IBL型（モジュラー・メトロ）

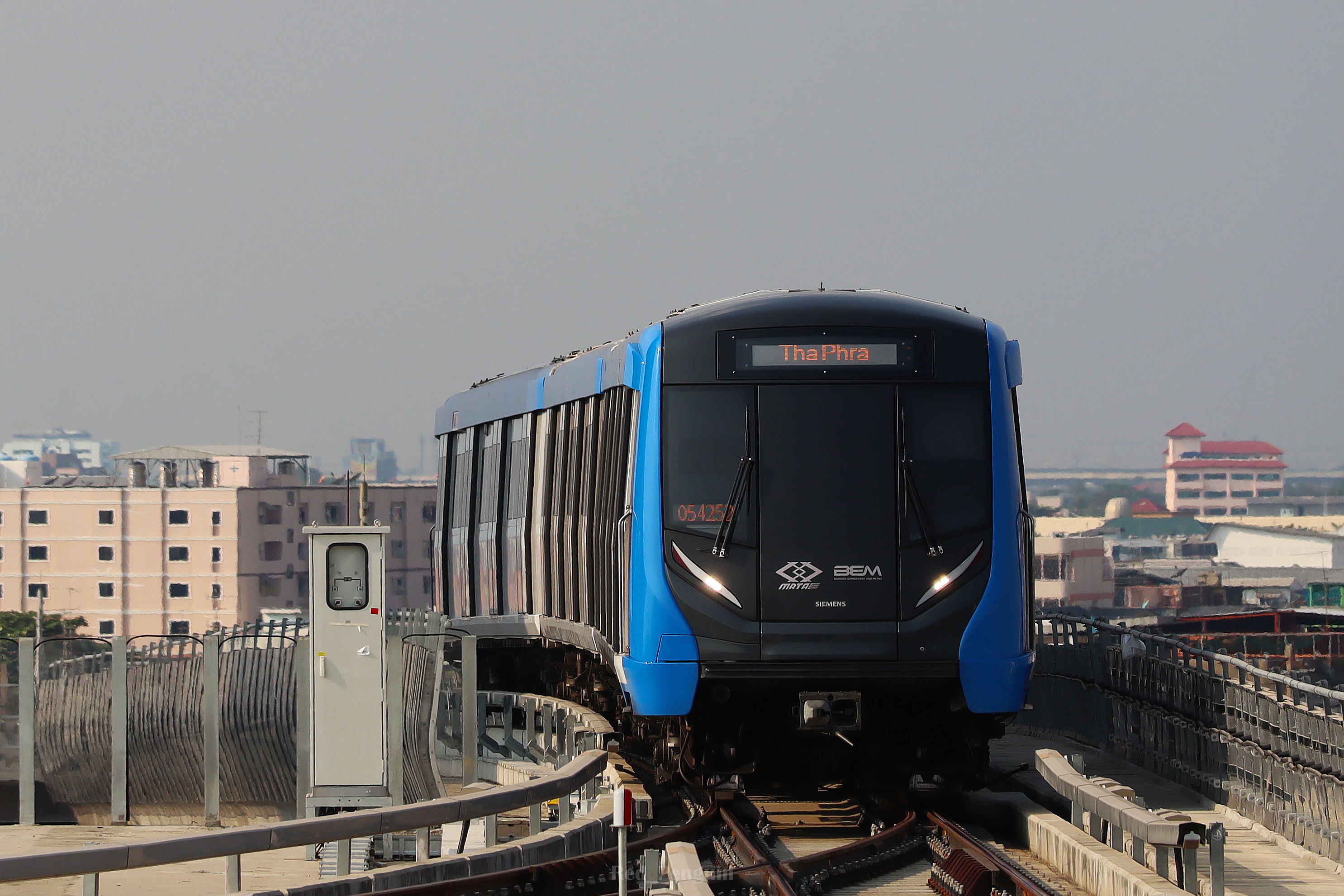
BLE型（Inspiro）

当線はタイの首都バンコクおよびバンコク首都圏における、地下鉄および高架鉄道から構成される鉄道網の一部である。バンコク・エクスプレスウェイ・アンド・メトロ (BEM) が運営している。
2022年現在、バンコク・エクスプレスウェイ・アンド・メトロ (BEM)が運営している路線は、

2004年に開業したブルーライン、2016年に開業したパープルライン（チャローン・ラチャタム線）の2路線がある。
当記事は前者について扱う。

軌間は標準軌（1,435 mm）で、直流750 Vによる第三軌条集電方式である。最高時速は80 km/h。
2004年7月3日にバーンスー - フアランポーン間が先行して開業。
2017年8月11日にはタオプーン駅が開業したことで、パープルラインと接続。初めてメトロ同士での乗換えが可能となった。
2022年現在、路線は起点から時計回りに、タープラ - バーンスー - フアランポーン - タープラ - ラックソーンというルートを通っており、都営地下鉄大江戸線のような6の字型運転となっている。
車両基地は2か所あり、開業時にラーマ9世駅より約1 kmほど東に離れた場所に設けられたほか、延伸時にペチャカセム48駅より500 mほど南に下った場所にも新たに設けられた。

### 建設
ブルーラインの建設は困難を極めた。バンコクはチャオプラヤー川のデルタゾーンにあるため地盤が軟弱な上に過去には洪水を経験した（開業後でも2011年に経験）こと、地下には配水管や電話線が無造作に埋まっていること、さらにスカイトレイン(BTS)が先に開業しており開発には否定的な意見が多かったが、そのような中で1997年に建設が開始された。ブルーラインの建設費は約27億ドルで、そのほとんどが日本国の円借款で賄われた。建設の指揮は大衆電車公社が行い、請負った会社はイタリアン・タイ・デベロップメント、チョーカンチャン、大林組、鹿島建設、熊谷組、東急建設、西松建設であった。初開業区間の本線部分はすべて地下区間で、主に単線双設シールド工法が用いられた。

## 車両
ブルーライン用車両は当初、三菱電機・アルストム社（仏資本）が共同で請け負う予定で、すでに落札を終えていたが、後にBTSとの接続を可能にするため、スカイトレインと同じシーメンス社製の車両（モジュラー・メトロ、通称 IBL型）が採用され19編成57両が導入された。車両は1編成3両で、そのデザインはタイの国旗をイメージさせる白・青・赤の三色が使われている。基本的に内外装はBTSと変わらない。なお、開業時からの編成では混雑緩和のため車両中央部のドア間は左右とも座席が撤去されており、着席定員が減少している。優先座席も設定されている。2017年にブルーライン用の増備車としてモジュラー・メトロの次世代型となるInspiro35編成105両がシーメンスに発注され、2019年4月に納入を開始した。BLE型とも呼ばれる。ドア上部にはBTSよりは小型だが横長液晶モニタが装備されており、路線図や次駅案内などを行っている。

## 駅
駅一覧は後述。各駅に共通する事項はバンコク・メトロ#駅を、駅ごとの特徴は当該記事を参照のこと。

## 運賃
ブルーラインとパープルラインがタオプーン駅でつながったので、現在は両線を乗り通す場合は通し運賃となっている。全線を乗り通したラックソーン駅 - クローンバーンパイ駅間の運賃は70バーツである（割引制度あり、以下参照）。なお、バンコク・メトロのホームページで運賃検索が可能。
ブルーラインの運賃は乗車距離に応じて17 - 42バーツである（2022年1月時点）。なお、割引制度があり、子供及び高齢者は50%引き、学生は学生用ICカード利用で10%引きとなる。
BTSとは異なり、1日乗車券はない。

## 歴史
初期の開業区間
2004年7月3日にバーンスー - フアランポーンが営業開始した。本来は2003年のAPEC首脳会議に間に合うよう開通させる予定だったが、間に合わず2004年8月12日の「母の日」（シリキット王妃誕生日）の開通を目指した。しかし、試運転段階において特に問題が発生しなかったために、予定を早めての正式開業となった。その後は長らく同区間のみで営業を続けてきたが、2017年にバーンスー駅からタオプーン駅まで延伸した。
フワランポーン以西
2019年7月29日からフアランポーン -（イサラパープ経由）- タープラ 間において運賃無料の試運転が開始された。8月24日には、さらに無料乗車区間がバーンワー駅まで延長した（9月6日まではフアランポーン駅にて乗り換えが必要であったが、翌7日より通し運転を開始）、さらにバーンワー - ラックソーン間においても開業直前の9月21日から運賃無料の試運転が開始された。

そして、フアランポーン - ラックソーン間は9月29日に正式開業（運賃徴収開始）した。
タオプーン以南
反対にタオプーン駅から先は、チャオプラヤー川を越えてシリントン駅までの4駅が2019年12月4日に先行開業（運賃無料）し、同月23日に残るシリントン駅とタープラ駅間の4駅も先行開業（運賃無料、日中のみ運行）した。

そして、タオプーン - タープラ間は2020年3月30日に正式開業（運賃徴収開始）した。同時に、2022年現在の形として全線開通を果たした。

### 年表
- 1997年 - 建設工事着工
- 2004年 7月3日 - バーンスー - フアランポーン開業
- 2017年 8月11日 - タオプーン - バーンスー開業（パープルラインと接続開始）[10]
- 2019年
  - 4月25日 - 第2世代車両（BLE型）第1編成がバンコク到着[11]
  - 7月29日 - フアランポーン - タープラ 試運転（無料運行）開始[12]
  - 8月24日 - タープラ - バーンワー 試運転（無料運行）開始[5]
  - 9月07日 - タオプーン - バーンワー間の連続運転を開始[6]
  - 9月21日 - バーンワー - ラックソーン 試運転（無料運行）開始[7]
  - 9月29日 - フアランポーン - ラックソーン 開業[8]
  - 12月4日 - タオプーン - シリントン 試運転（無料運行）開始[13]
  - 12月23日 - シリントン - タープラ 試運転（無料運行）開始（当面は日中のみ8分間隔で運行）[9]
- 2020年
  - 3月30日 - タオプーン - タープラ 正式開業（運賃徴収開始）[9]。
  - 10月17日 - バンコク市内の学生デモが拡大した影響で1日中運行が停止される[14]。

## 駅一覧
| 路線名       | 路線色 | 営業開始 | 区間                                  | 営業キロ | 駅数 |
| ------------ | ------ | -------- | ------------------------------------- | -------- | ---- |
| ブルーライン |        | 2004年   | BL01 タープラ駅 - BL38 ラックソーン駅 | 47 km    | 38   |

■ブルーライン（チャルーム・ラチャモンコン線）
| 駅番号 | 駅名                                   | タイ語駅名             | 駅間キロ | 累計キロ | 所在地               | 駅   | 備考                                                                                                  |
| ------ | -------------------------------------- | ---------------------- | -------- | -------- | -------------------- | ---- | --- |
|        |                                        |                        |          |          |                      |      | |
| BL01   | タープラ駅                             | ท่าพระ                  | km       | km       | バーンコークヤイ区   | 高架 | ■ブルーライン フアランポーン駅方面、ラックソーン駅方面と接続 ホームは地上4階                          |
| BL02   | ジャラン13駅                           | จรัญฯ 13                | km       | km       | バーンコークヤイ区   | 高架 | |
| BL03   | ファイチャーイ駅                       | ไฟฉาย                  | km       | km       | バーンコークノーイ区 | 高架 | |
| BL04   | バーンクンノン駅                       | บางขุนนนท์               | km       | km       | バーンコークノーイ区 | 高架 | ■オレンジライン (建設中)と接続予定                                                                    |
| BL05   | バーンイーカン駅                       | บางยี่ขัน                 | km       | km       | バーンコークノーイ区 | 高架 | |
| BL06   | シリントン駅                           | สิรินธร                  | km       | km       | バーンプラット区     | 高架 | |
| BL07   | バーンプラット駅                       | บางพลัด                 | km       | km       | バーンプラット区     | 高架 | |
| BL08   | バーンオー駅                           | บางอ้อ                  | km       | km       | バーンプラット区     | 高架 | |
| BL09   | バーンポー駅                           | บางโพ                  | km       | km       | バーンスー区         | 高架 | |
| BL10   | タオプーン駅                           | เตาปูน                  | km       | km       | バーンスー区         | 高架 | ■パープルラインと接続                                                                                 |
| BL11   | バーンスー駅                           | บางซื่อ                  | 1.2 km   | 0 km     | チャトゥチャック区   | 地下 | 国鉄、■ダークレッドライン、■ライトレッドライン クルンテープ・アピワット中央駅、バーンスー分岐駅と接続 |
| BL12   | カムペーンペット駅                     | กำแพงเพชร              | -km      | km       | チャトゥチャック区   | 地下 | |
| BL13   | チャトゥチャック公園駅                 | สวนจตุจักร               | -km      | km       | チャトゥチャック区   | 地下 | ■BTSスクムウィット線モーチット駅と接続                                                                |
| BL14   | パホンヨーティン駅                     | พหลโยธิน                | -km      | km       | チャトゥチャック区   | 地下 | ■BTSスクムウィット線 ハーイェーク・ラプラオ駅と接続                                                   |
| BL15   | ラートプラーオ駅                       | ลาดพร้าว                | -km      | km       | チャトゥチャック区   | 地下 | ■イエローラインと接続                                                                                 |
| BL16   | ラッチャダーピセーク駅                 | รัชดาภิเษก               | -km      | km       | ディンデーン区       | 地下 | |
| BL17   | スッティサーン駅                       | สุทธิสาร                 | -km      | km       | フワイクワーン区     | 地下 | |
| BL18   | フワイクワーン駅                       | ห้วยขวาง                | -km      | km       | フワイクワーン区     | 地下 | |
| BL19   | タイ文化センター駅                     | ศูนย์วัฒนธรรมแห่งประเทศไทย | -km      | km       | ディンデーン区       | 地下 | ■オレンジライン(建設中)と接続予定                                                                     |
| BL20   | ラーマ9世駅                            | พระราม 9               | -km      | km       | ディンデーン区       | 地下 | |
| BL21   | ペッチャブリー駅                       | เพชรบุรี                 | -km      | km       | ラーチャテーウィー区 | 地下 | エアポート・レール・リンク マッカサン駅と接続                                                         |
| BL22   | スクムウィット駅                       | สุขุมวิท                  | -km      | km       | ワッタナー区         | 地下 | ■BTSスクムウィット線 アソーク駅と接続                                                                 |
| BL23   | シリキット・コンベンション・センター駅 | ศูนย์การประชุมแห่งชาติสิริกิติ์  | -km      | km       | クローントゥーイ区   | 地下 | |
| BL24   | クローントゥーイ駅                     | คลองเตย                | -km      | km       | クローントゥーイ区   | 地下 | |
| BL25   | ルンピニー駅                           | ลุมพินี                   | -km      | km       | サートーン区         | 地下 | |
| BL26   | シーロム駅                             | สีลม                    | -km      | km       | バーンラック区       | 地下 | ■BTSシーロム線サラデーン駅と接続                                                                      |
| BL27   | サームヤーン駅                         | สามย่าน                 | -km      | km       | パトゥムワン区       | 地下 | |
| BL28   | フアランポーン駅                       | หัวลำโพง                | -km      | 20.8 km  | パトゥムワン区       | 地下 | 国鉄 クルンテープ駅と接続                                                                             |
| BL29   | ワットマンコン駅                       | วัดมังกร                 | 1.0 km   | 21.8 km  | サムパッタウォン区   | 地下 | |
| BL30   | サムヨード駅                           | สามยอด                 | 1.1 km   | 22.9 km  | プラナコーン区       | 地下 | ■パープルライン（延伸区間）と接続予定                                                                 |
| BL31   | サナームチャイ駅                       | สนามไชย                | 1.1 km   | 24.0 km  | プラナコーン区       | 地下 | |
| BL32   | イサラパープ駅                         | อิสรภาพ                 | 1.4 km   | 25.4 km  | バーンコークヤイ区   | 地下 | |
| BL01-L | タープラ駅                             | ท่าพระ                  | 1.7 km   | 27.1 km  | バーンコークヤイ区   | 高架 | ■ブルーライン タオプーン駅方面と接続 ホームは地上3階                                                  |
| BL33   | バーンパイ駅                           | บางไผ่                  | 1.2 km   | 28.3 km  | パーシーチャルーン区 | 高架 | |
| BL34   | バーンワー駅                           | บางหว้า                 | 1.0 km   | 29.3 km  | パーシーチャルーン区 | 高架 | ■BTSシーロム線と接続                                                                                  |
| BL35   | ペチャカセム48駅                       | เพชรเกษม 48            | 1.2 km   | 30.5 km  | パーシーチャルーン区 | 高架 | |
| BL36   | パーシーチャルーン駅                   | ภาษีเจริญ                | 1.2 km   | 31.7 km  | パーシーチャルーン区 | 高架 | |
| BL37   | バーンケー駅                           | บางแค                  | 1.3 km   | 33.0 km  | バーンケー区         | 高架 | |
| BL38   | ラックソーン駅                         | หลักสอง                 | 1.2 km   | 34.2 km  | バーンケー区         | 高架 | |
|        |                                        |                        |          |          |                      |      | |

## 延伸計画
調査段階ではあるが、ラックソーン駅から先、クラトゥムベーン郡方面への延伸構想が報じられている。